# Mediolanum (azienda)
Mediolanum S.p.A. è stata una società italiana che operava nel settore bancario, assicurativo e dell'asset management.
Dal 30 dicembre 2015 Banca Mediolanum S.p.A. a seguito della fusione con la controllante Mediolanum S.p.A., è la capogruppo che controlla le società prodotto nei tre settori del business.

## Storia
I passi fondamentali della storia della Mediolanum S.p.A. possono essere riassunti come segue:
- 1982: Ennio Doris fonda Programma Italia S.p.A. in Joint Venture con il Gruppo Fininvest, il quale, attraverso Fininvest Italia S.p.A. ne controlla il 50% del capitale sociale. Si tratta della seconda rete  in Italia ad offrire consulenza globale nel settore del risparmio, nata dopo 14 anni dalla prima rete di Private Banker che oggi è chiamata FIDEURAM INTESA SANPAOLO PRIVATE BANKING fondata nel 1968 come filiale della società finanziaria americana INTERNATIONAL OVERSAES SERVICES, prima rete mondiale di collocamento di strumenti finanziari creata da BERNARD CORNFIELD, che di avvalse di una rete italiana di 1200 agenti che collocavano prodotti FONDITALIA DI FIDEURAM.
- 1983: nasce Gestione Fondi Fininvest S.p.A., di cui Programma Italia detiene il 25% e la restante quota Fininvest Italia (Società del gruppo Fininvest operante nel settore assicurativo finanziario di cui Doris detiene una quota del 24%), società di gestione di fondi comuni di investimento di diritto italiano. In seguito cambierà nome in "Mediolanum Gestione Fondi".
- 1984: vengono acquistate le compagnie assicurative Mediolanum Vita e Mediolanum Assicurazioni.
- 1985: Nasce Gestione Fondi Fininvest, società di gestione di fondi comuni di investimento di diritto italiano:
- 1994: Programma Italia S.p.A. muta la propria denominazione sociale in " Mediolanum S.p.A.", holding di tutte le attività di settore.
- 1996: Mediolanum S.p.A. entra nel listino della Borsa di Milano ad un prezzo di 12.000 lire, che per effetto del successivo frazionamento 1:5 corrisponde agli attuali 1,24 euro
- 1998: il titolo Mediolanum S.p.A. entra nell'allora MIB30
- 2015: Mediolanum S.p.A. si fonde per incorporazione in Banca Mediolanum, cessando quindi d'esistere[2]